# Virginia Klinekole
Virginia Shanta Klinekole (Three Rivers (Nou Mèxic) 13 de juny de 1924 – 13 de març de 2011), nascuda Virginia Shanta, fou una política mescalero de Nou Mèxic. Va ser escollida com a primera dona president de la Tribu Mescalero Apatxe i va servir en el Consell Tribal durant gairebé 30 anys, de 1959 a 1986. Fou coneguda per ser la primera escollida cap d'una tribu important, i pel seu treball en la preservació de la llengua apatxe.

## Primers anys i educació
Va néixer Virginia Shanta i es va criar a Three Rivers (Nou Mèxic), on va viure tota la seva vida. Va assistir a escoles locals. Shanta va ser educada en la fe catòlica romana.

## Carrera
Klinkole va treballar com a enllaç per a l'Educació de les Escoles Públiques Tularosa per la tribu Mescalero, i va recolzar fermament l'educació per als nens de la reserva, treballant per preservar la llengua apatxe. Era "un membre de la Junta Escolar de Tularosa a finals de 1960 i va servir a la Junta Escolar Mescalero Apatxe en els anys 1980 i 1990. Ha estat membre del Consell Assessor d'Educació Indígena de Nou Mèxic en la dècada de 1980 i va rebre el tercer premi anual governador com a destacada dona noumexicana el 1988."
El 1959 va ser escollida la primera dona president dels Apatxe Mescalero, i esdevingué «la primera dona escollida per a liderar qualsevol tribu important als Estats Units».
Després del seu mandat va ser escollida en diverses ocasions com a membre del Consell de la Tribu Mescalero Apatxe. En va ser membre fins a 1986, participant en tots els aspectes de la gestió de la reserva.

## Matrimoni i família
Es va casar amb Bruce W. Klinekole, supervivent de la marxa de la mort de Bataan. Van tenir quatre fills: Bruce W. Klinekole II, Gregg A. Klinekole, Gina R. Klinekole, i Ruth "Wonzie" Klinekole Tiger.